# ERepublik
Az eRepublik egy internetes, többszereplős stratégiai játék („massive multiplayer online game” vagy MMO). A játékban a valóságnak megfelelően országokra osztották fel a virtuális világot, ezen országok polgárai lehetnek a játékosok. A játék meglehetősen jó modellt ad a valós világról – a játékosok szervezetet, céget, újságot alapíthatnak, dolgozhatnak pénzért, kémkedhetnek, választásokon vehetnek részt, kereskedhetnek, katonáskodhatnak stb.

## A játék ismertetése
Az eRepublik 2007. november 20. óta működik. 2009 januárjában több mint 65 000, 2009. április közepén több mint 115 ezer regisztrált játékost számlált az oldal, míg 2010. február elején a 380.000-es értéket is átlépte.
Jelenleg (2010. januári adat) 60 ország területén játszhatnak a játékosok. A fejlesztők folyamatosan vonnak be újabb területeket a játékba. Az országokat a valódi területi felosztáshoz hasonló régiókra osztják. A régiókat – szintén a valós világhoz hasonlító – termelékenységi adatokkal ruházzák fel, ami játékban részt vevő nyersanyagok (gabona, fa, olaj, vasérc, szarvasmarha, gyümölcs, gumi, alumínium, salétrom, hal)mennyiségét jelzi. A régiós felosztást és a nyersanyag előfordulást a játékosok nem tudják befolyásolni, így az erőforrásokban gazdag területek birtoklása a játékban is fontos egy ország sorsa szempontjából.
A eRepublik világában 11 szövetségi rendszer alakult ki, a WOLF, Asteria, MalaSin, Pacifica, Banana, Nebula, Orion, Lazocracy, Hydra , a Code és a DWARF, Magyarország jelenleg a Code tagja.
A játék kezdetben napi 5 percet vesz igénybe, de később már több lehetőséget kínál, így vannak akik naponta több órát töltenek vele.

## A játék menete
Az eRepublik polgárok különféle feladatot vállalhatnak a virtuális társadalomban: alapíthatnak céget, csatlakozhatnak vagy alapíthatnak politikai pártot, saját újságot indíthatnak, és akár háborúzhatnak is a többi virtuális országgal.
A játékba szabadon lehet regisztrálni, de a játékosok meghívókat is küldhetnek szét bizonyos szint elérése után, amely számukra jutalommal jár, ha az új játékosok is elérnek egy meghatározott szintet. A regisztráció során kell megadni, hogy melyik országhoz szeretnénk csatlakozni. Az országokat ugyanúgy nevezik itt is, mint a való életben, és elhelyezkedésük is hasonló. A sikeres regisztráció után a játékos kap némi indulópénzt, amellyel elkezdi a játékot, és első lépésként munkát kereshet a saját országában. A munkavállalás mellett vállalhatja a katonai kiképzést is. A napi munkavégzést, és katonai edzést mindössze egy-egy gombra való kattintással lehet elvégezni.
Az országok irányítása a minden hónap ötödikén megválasztott elnök feladata. Minden hónap 15-én a pártok tagsága megválasztja a saját pártelnöküket. A törvényeket (háborúindítás, békekötés, pénzkibocsátás, adók megállapítása, elnök visszahívása stb.) a kongresszus hozza többnyire egyszerű többségi elv alapján. Kongresszusi választások minden hónap 25-én vannak: minden játékos abban a lakhelye szerinti régióban induló képviselőjelöltekre szavazhat.
A fejlesztők 2008 áprilisában építették a játékba a háború modult. A különböző országok innentől kezdve üzenhetnek hadat egy másik országnak, illetve katonai szövetségeseinek.

## eMagyarország
Magyarország kezdetben a valós méreteinél is szerényebb erőt képviselt. Mivel a játék fejlesztői románok, az eRepublik kezdetben itt lett népszerű, így eRománia - több más ország mellett - elfoglalta eMagyarország jelentős részét is.
2009. február 9-én jelentős esemény zajlott le: miután az Indexen megjelent egy cikk a játékról, több mint 2000 (mások szerint több mint 3000) új játékos regisztrált be a játékba Magyarországról. Ezzel eMagyarország az 5. legnépesebb ország lett a játék világában (nem számítva azokat, akik a Románia által elfoglalt területekre jelentkeztek be).
A további publicitás hatására 2009 áprilisára az országok rangsorában eMagyarország a 4. helyre jött fel több mint 11000 eMagyar állampolgárral. Az újonnan csatlakozott játékosoknak köszönhetően (utolsóként a budapesti régiót visszafoglalva) visszaszerezte teljes területi integritását, majd terjeszkedni kezdett, elfoglalva több, egykori osztrák, szlovák, ukrán és orosz régiót.
2009 júniusáig Magyarország segített Szerbiának felszabadulni a Horvát elnyomás alól, majd a szerbekből egy erős és megbízható szövetséges vált. Egy hónappal azután pedig megindult egy szervezett támadás Észak-Amerika /Kanada, USA/ ellen. Több észak-amerikai területet is megszereztünk, de aztán visszaszorultunk újra Európába.
A 2010. február 25-i állapot szerint. Eredeti régiói mellett eMagyarország fennhatósága alatt áll az eredetileg osztrák Burgenland és Stájerország, valamint rendelkezik területekkel Kínában: a magas vasmennyiséget szolgáltató és így gazdaságilag igen fontos Heilongjianggal és az ennek előőrsként szolgáló Belső-Mongóliával.
eMagyarország a főoldalon feltüntetett hat legnépesebb ország között az ötödik helyet foglalja el 19863 játékossal. Népességben az első helyen eLengyelország áll 60001 fővel, második helyen eSzerbia 28098 fővel, harmadik helyen eSpanyolország 25067 fővel, negyedik helyen pedig az eUSA 22363 fővel.
2011. december 28-án eMagyarország az utolsó reménytelen csatáit vívja a bolgár és horvát megszállók óriási túlereje ellen. A vereségben - a gazdasági erőtlenség és az erőforrások korlátozottsága mellett - sajnos szerepet játszik a politikai széthúzás, valamint az egységes fegyveres erő (Nemzeti Hadsereg)és a következetes stratégia hiánya is. Csak remélni lehet, hogy - a jelenleg 8254 polgárt számláló e-nemzet a sikeres nemzeti ellenállást követően talpra áll és lerázva az igát - legalább a trianoni határok között - képes lesz önálló államként újrakezdeni.
2013. április 26. eMagyarország rég nagy ország lett, 2012 közepe óta elfoglalva tartja Ukrajnát amiből nagy bevétele származik.A horvátokat a szerbek kiűzték a magyarok segítségével Európából. A CoT már pár hónapja TWO szövetség érdekeit sérti amit nem néznek a TWO országok jó szemmel. 2013. április 24. eRománia eSzerbiának kölcsönös védelmi egyezmény ajánl ezzel felkavarják az álló vizet magyarok ezt nem nézik jó szemmel. Április 25. eRománia kölcsönös védelmi egyezményt ajánl eLengyelországnak eMagyarország másik nagy szövetségesének. Ezzel a lépéssel eRománia nagyon közelit a TWO-hoz! Április 25. eRománia kilép az EDEN-ből amivel egyesek szerint megpecsételi az EDEN bukását ami már fél éve hanyatlik. eVilágháború küszöbén az eRepublik. Pattanásig feszült a hangulat.Az a kérdés ki fog előbb lépni a CoT vagy a TWO?
2016. március. eMagyarország terjeszkedik, de inkább széltében és nyugatra, északnyugatra. eMagyarország eUkrajnától: Kárpátalját, eSzlovákiától: Pozsonyt, Nyugat-Szlovákiát (Nyitra) és Közép-Szlovákiát (Zsolna), eAusztriától: Burgerlandot, Alsó-Ausztriát (Bécs), Karintiát, Stájerországot, Felső-Ausztriát (Linz), Tirolt, Vorarlberget és Salzburgot, eNémetországtól pedig: Bajorországot, Baden-Württemberget és Hessent szerezte meg.
2016. szeptember 25. eMagyarország határa folyamatosan változik szerencsére terjeszkedés miatt. Madrid régión kívül egész eSpanyolországot elfoglaltuk. A mindig velünk háborúzó eSzlovákiától: Pozsony és Nyugat-Szlovákia területét szereztük meg, míg eUkrajnától: Kárpátalja (és nagyon úgy tűnik, hogy a Lvivi terület hamarosan eMagyarország területét fogja gyarapítani), eAusztriától: a burgenlandi, a stájerországi, a felső-ausztriai és a Salzburgi területeket szerezte meg. A "Nemzeti erő" kategóriában 8.225 ponttal fölényesen birtokoljuk az 1. helyet. A 2. helyen lévő eSzerbia 4.737 ponttal míg a 3. helyen lévő eRomániának csak 2.630 pontja van. (Az utolsó helyen jelenleg eSzingapúr van mindössze 3 ponttal). EMagyarország a 2014-ben alapított szövetségben a Pacifica-nak tagja. Ennek a szövetségnek további tagjai: eUSA, eLengyelország, eSvédország, eFinnország, eOroszország, eLettország, eKolumbia és eTajvan.

### Top 10 ország játékosszám alapján
| Rang | Ország         | Lakosság (2016. szeptember 25.) |
| ---- | -------------- | ------------------------------- |
| 1    | eIndonézia     | 5.607                           |
| 2    | eSzerbia       | 5.403                           |
| 3    | eBrazília      | 3.804                           |
| 4    | eArgentína     | 2.852                           |
| 5    | eLengyelország | 2.834                           |
| 6    | eRománia       | 2.643                           |
| 7    | eTörökország   | 2.451                           |
| 8    | eMAGYARORSZÁG  | 2.136                           |
| 9    | eUSA           | 2.069                           |
| 10   | eUkrajna       | 1.789                           |

eMagyarország 2010. november 21-én 1832 fővel a 23. helyezett a ranglistán.
eMagyarország 2013. április 26-án 5568 fővel a 16. helyezett a ranglistán.
Az "ember" létszám nem a sebzéssel megegyező, vagyis eMagyarország sokkal erősebb a 8. helynél Európában. A ?. legerősebb sebzéssel rendelkezik, ha azt a sebzés versenyt nézzük, ami 201?. ? volt.
A sebzés versenybe a legtöbbet e? sebezte!